# Zgrada Okružnog suda u Smederevu
Zgrada Okružnog suda u Smederevu (nekadašnja Zgrada Sreskog načelstva) je spomenik kulture od velikog značaja koji se nalazi na centralnom trgu u Smederevu. Zgrada je prema projektu arhitekte Aleksandra Bugarskog podignuta između 1886–1888. uz glavni gradski trg. Izgrađena je u duhu evropske arhitekture i jedna je od prvih značajnih građevina u Smederevu. Ona predstavlja vrlo vredno i stilski izrazito rešenje kojim je obeleženo bitno razdoblje u izgradnji Smedereva u XIX veku, a naročito Smedereva kao granične varoši na Dunavu.

## Izgled
Zgrada Okružnog suda oblikovana je u duhu akademizma s kraja XIX veka sa stilskom obradom sa elementima klasicizma i renesanse. Arhitektonska koncepcija je zasnovana na simetričnoj kompoziciji sa osnovom u obliku slova E. Sastoji se od prizemlja i sprata nad celom osnovom i drugog sprata nad centralnim traktom. Glavni front je dužine 53,40 m, a bočna krila su dužine 61,45 m. Naglašena je horizontalna podela fasada. Fasada prizemlja je rustično obrađena tako da imitira kvadere i lukove iznad polukružnih prozora. Centralni rizalit je isturen 3 m i ima dva masivna stupca u prizemlju, balkon sa balustradom i lučnim prozorima na spratu, arhitravno završenim prozorima drugog sprata i visokom atikom iznad krovnog venca. Zidovi zgrade su masivni, načinjeni od opeke debljine 60, 45 i 30 cm. Međuspratna konstrukcija je od „T“ nosača pruskih svodova od opeke.
Enterijer zgrade je skromnije izveden. (od profilisanih venaca i okvira na bočnim zidovima i plafonu), sem ulaznog hola i velike svečane sale čija dekoracija nije sačuvana. Obimnije intervencije na objektu izvršene su 1963, kada je postavljen i mozaik. Mozaik se nalazi na zidu podesta, centralnog stepeništa koje vodi na prvi sprat i dimenzija je 6×4 m i načinjen je od prirodnog kamena.

## Spoljašnje veze
- Републички завод за заштиту споменика културе - Београд
- Листа споменика
- Републички завод за заштиту споменика културе-Београд/База непокретних културних добара